# Andrew Trimble
Andrew David Trimble (Coleraine, 20 de octubre de 1984) es un ex–jugador británico de rugby que se desempeñaba como wing. Fue internacional con el XV del Trébol de 2005 a 2017.

## Selección nacional
Fue seleccionado al XV del Trébol a los pocos meses de su debut profesional y debutó contra los Wallabies en noviembre de 2005, jugó en la primera victoria de Irlanda sobre los All Blacks y disputó su último partido ante Les Bleus por el Torneo de las Seis Naciones 2017.
Se ubica como uno de los máximos anotadores de tries de su seleccionado. En total jugó 70 partidos y marcó 85 puntos, productos de 17 tries.

### Participaciones en Copas del Mundo
En Francia 2007 donde Irlanda llegó como una de las favoritas, sin embargo la historia fue distinta: tras dos victorias, en la tercera jornada cayeron ante Les Bleus y en la siguiente fueron eliminados por los Pumas. En Nueva Zelanda 2011 el XV del Trébol ganó su grupo venciendo a Australia y fue eliminado en la fase final por los Dragones rojos.
| Mundial                       | Sede          | Resultado        | PJ | Tries |
| ----------------------------- | ------------- | ---------------- | -- | ----- |
| Copa Mundial de Rugby de 2007 | Francia       | Fase de grupos   | 2  | 1     |
| Copa Mundial de Rugby de 2011 | Nueva Zelanda | Cuartos de final | 5  | 1     |

## Palmarés
- Campeón del Torneo de las Seis Naciones de 2014.
- Campeón del Pro14 de 2005–06.